# FTSE Bursa Malaysia KLCI
| FTSE Bursa Malaysia KLCI | FTSE Bursa Malaysia KLCI |
| ------------------------ | ------------------------ |
|                          |                          |
| Stammdaten               |                          |
| Staat                    | Malaysia                 |
| Börse                    | Bursa Malaysia           |
| ISIN                     | nicht bekannt            |
| WKN                      | nicht bekannt            |
| Symbol                   | KLSE                     |
| RIC                      | ^KLSE                    |
| Bloomberg-Code           | FBMKLCI <INDEX>          |
| Kategorie                | Aktienindex              |
| Typ                      | Kursindex                |
| Familie                  | FTSE                     |

Der FTSE Bursa Malaysia KLCI (früher Kuala Lumpur Composite Index, KLCI) ist der führende Aktienindex in Malaysia. Er umfasst die 30 größten Aktiengesellschaften an der Bursa Malaysia, der Börse Malaysia.

## Berechnung
Der FTSE Bursa Malaysia KLCI ist ein Kursindex, in dem die 30 größten und liquidesten Titel an der Bursa Malaysia gelistet sind. Ermittelt werden die Anteile in Abhängigkeit von der Marktkapitalisierung (auf Streubesitz-Basis), für die Indexaufnahme selbst wird zudem ein hoher Wert auf die Handelsliquidität gelegt. Bei der Berechnung wird eine begrenzte Messperiode betrachtet und die einzelnen Werte werden in Ringgit berechnet.
Der Indexstand wird ausschließlich auf Grund der Aktienkurse ermittelt und nur um Erträge aus Bezugsrechten und Sonderzahlungen bereinigt. Kapitalmaßnahmen wie Aktiensplits haben keinen (verzerrenden) Einfluss auf den Index. Die Berechnung wird während der Handelszeit von 9:00 Uhr bis 12:30 Uhr und 14:30 bis 17:00 Uhr Ortszeit (2:00 Uhr bis 5:30 Uhr und 7:30 Uhr bis 10:00 Uhr MEZ) alle 15 Sekunden aktualisiert.
Die Finanzunternehmen spielen im malaysischen Leitindex eine prominente Rolle. Sie besaßen im März 2011 einen Anteil von 33,2 Prozent am Index. Auf Rang 2 lagen die Agrarunternehmen mit einem Anteil von 20,9 Prozent und auf Platz 3 die Versorger, deren Anteil am Gesamtindex bei 15,7 Prozent lag. Größte Aktiengesellschaften waren das Finanzunternehmen Bumiputra-Commerce Holdings (10,1 Prozent), das Agrarunternehmen Sime Darby (9,9 Prozent) und die Public Bank (9,8 Prozent).

## Geschichte

### 20. Jahrhundert
Der Index startete am 3. Januar 1977 unter dem Namen Kuala Lumpur Composite Index (KLCI) mit einem Basiswert von 100 Punkten. Die Rückrechnung erfolgte bis 1975. Am 30. April 1981 schloss der malaysische Leitindex erstmals über der Grenze von 500 Punkten. Bis Januar 1982 stieg er auf einen Schlussstand von 387,07 Punkten. Im Verlauf der Rezession Anfang der 1980er Jahre verlor der Index 43,0 Prozent an Wert. Am 19. August 1982 beendete er den Handel bei 220,75 Punkten. Im Februar 1984 schloss der KLCI bei 426,79 Punkten und damit um 93,2 Prozent höher.
Am 2. Mai 1986 sank der Index auf einen Tiefststand von 169,83 Punkten. Der Rückgang seit Februar 1984 liegt bei 60,2 Prozent. Bis zum 10. August 1987 stieg das Börsenbarometer um 176,5 Prozent auf einen Schlussstand von 470,17 Punkten. Nach dem Schwarzen Montag am 19. Oktober 1987 an der New York Stock Exchange, als der Wert des Dow-Jones-Index um 22,6 Prozent einbrach, sank der KLCI wieder. Am 10. Dezember 1987 beendete er den Handel bei 223,13 Punkten. Der Verlust seit August 1987 beträgt 52,6 Prozent.
Infolge der Liberalisierung des Finanzsektors entstand Ende der 1980er/Anfang der 1990er Jahre ein Kreditboom in Malaysia. Das Wachstum des Kreditvolumens lag in dieser Zeit im Durchschnitt bei 8 bis 10 Prozent über den Wachstumsraten des Bruttoinlandsproduktes (BIP). Ein immer größerer Teil der Kredite wurde dabei zum Kauf von Aktien und Immobilien eingesetzt. Die Folge war ein Anstieg des Aktienmärktes und ein starkes Ansteigen der Immobilienpreise.
Am 1. Dezember 1993 schloss der Aktienindex zum ersten Mal über der 1.000-Punkte-Marke. Am 5. Januar 1994 beendete der KLCI den Handel bei 1.314,46 Punkten und damit um 489,2 Prozent höher. Ein Jahr später, am 24. Januar 1995, schloss er bei 840,87 Punkten. Der Verlust liegt bei 36,0 Prozent. In den folgenden 2 Jahren stieg der malaysische Leitindex um 51,3 Prozent. Am 25. Februar 1997 beendete das Börsenbarometer den Handel bei 1.271,57 Punkten.
Im Verlauf der Asienkrise kam es zu einem massiven Kapitalabfluss, der eine Wirtschaftskrise im Land auslöste. Durch die Krise waren die Anleger in Malaysia nervös geworden und zogen ihr Geld ab. Dadurch geriet die Währung, der Ringgit, unter Druck. Zeitgleich hatte die malaysische Regierung einen hohen Bedarf für kurzfristige Kredite, um Lücken im Haushalt zu schließen. Im Zuge der Krise verlor der KLCI an Wert. Am 1. September 1998 schloss er bei 262,70 Punkten und damit 79,3 Prozent tiefer als im Februar 1997. Es ist der größte Sturz in der Geschichte des KLCI.
Im Jahr 1999 erholte sich der Index von seinen Tiefstständen während der Asienkrise. Bis zum 18. Februar 2000 stieg er auf einen Schlussstand von 1.013,27 Punkten. Das war seit September 1998 ein Zuwachs von 173,9 Prozent.

### 21. Jahrhundert
Nach dem Platzen der Spekulationsblase im Technologiesektor (Dotcom-Blase) fiel der malaysische Leitindex bis zum 9. April 2001 auf einen Tiefststand von 553,34 Punkten. Das war ein Rückgang seit Februar 2000 um 45,4 Prozent. Der 9. April 2001 bedeutet das Ende der Talfahrt. Ab Frühjahr 2001 begann der KLCI wieder zu steigen.
Am 5. Januar 2004 wurde die Kuala Lumpur Stock Exchange (KLSE) in eine Aktiengesellschaft umgewandelt. Mit der Umwandlung transferierte die Börse ihre Geschäfte in eine hundertprozentige Tochtergesellschaft, die Bursa Securities und wurde eine Börsendachgesellschaft. Am 14. April 2004 erfolgte die Umbenennung in Bursa Malaysia Bernhard (BMB).
Am 11. Januar 2008 schloss der KLCI mit 1.516,22 Punkten zum ersten Mal über der Grenze von 1.500 Punkten und damit auf einem Rekordstand. Das war seit April 2001 ein Anstieg um 174,1 Prozent.
Im Verlauf der internationalen Finanzkrise, die im Sommer 2007 in der US-Immobilienkrise ihren Ursprung hatte, begann der Index wieder zu sinken. Ab dem 3. Quartal 2008 wirkte sich die Krise zunehmend auf die Realwirtschaft aus. In Folge brachen die Aktienkurse weltweit ein. Am 6. Oktober 2008 schloss das Börsenbarometer mit 996,84 Punkten unter der 1.000-Punkte-Marke. Einen neuen Tiefststand erzielte der KLCI am 29. Oktober 2008, als er den Handel bei 829,41 Punkten beendete. Das entspricht einem Rückgang seit Januar 2008 um 45,3 Prozent.
Seit dem 6. Juli 2009 veröffentlichen die Bursa Malaysia und die FTSE Group gemeinsam den Index. Um diese Änderung widerzuspiegeln, wurde der Kuala Lumpur Composite Index in FTSE Bursa Malaysia KLCI umbenannt. Die Anzahl der Indexmitglieder sank von 100 auf 30 Unternehmen.
Der 29. Oktober 2008 markiert den Wendepunkt der Talfahrt. Ab dem Herbst 2008 war der Index wieder auf dem Weg nach oben. Am 7. Januar 2013 markierte der KLCI mit einem Schlussstand von 1.694,16 Punkten ein Allzeithoch. Der Gewinn seit dem 29. Oktober 2008 liegt bei 104,3 Prozent.

### Höchststände
Die Übersicht zeigt die Allzeithöchststände des FTSE Bursa Malaysia KLCI.
|                      | Punkte   | Datum                   |
| -------------------- | -------- | ----------------------- |
| im Handelsverlauf    | 1.699,68 | Freitag, 4. Januar 2013 |
| auf Schlusskursbasis | 1.694,16 | Montag, 7. Januar 2013  |

### Meilensteine
Die Tabelle zeigt die Meilensteine des FTSE Bursa Malaysia KLCI.
| Erster Schlussstand über | Schlussstand in Punkten | Datum              |
| ------------------------ | ----------------------- | ------------------ |
| 100                      | 100,00                  | 3. Januar 1977     |
| 200                      | 200,90                  | 28. September 1979 |
| 300                      | 302,29                  | 15. August 1980    |
| 400                      | 403,07                  | 30. Januar 1981    |
| 500                      | 503,05                  | 30. April 1981     |
| 600                      | 600,51                  | 5. Februar 1990    |
| 700                      | 706,18                  | 30. April 1993     |
| 800                      | 800,05                  | 20. August 1993    |
| 900                      | 907,04                  | 13. Oktober 1993   |
| 1.000                    | 1.000,29                | 1. Dezember 1993   |
| 1.100                    | 1.116,09                | 15. Dezember 1993  |
| 1.200                    | 1.205,28                | 27. Dezember 1993  |
| 1.300                    | 1.313,35                | 4. Januar 1994     |
| 1.400                    | 1.411,62                | 29. Oktober 2007   |
| 1.500                    | 1.516,22                | 11. Januar 2008    |
| 1.600                    | 1.603,78                | 2. April 2012      |

### Jährliche Entwicklung
Die Tabelle zeigt die jährliche Entwicklung des bis 1975 zurückgerechneten FTSE Bursa Malaysia KLCI.
| Jahr | Schlussstand in Punkten | Veränderung in Punkten | Veränderung in % |
| ---- | ----------------------- | ---------------------- | ---------------- |
| 1975 | 85,07                   |                        |                  |
| 1976 | 91,68                   | 6,61                   | 7,77             |
| 1977 | 113,39                  | 21,71                  | 23,68            |
| 1978 | 156,22                  | 42,83                  | 37,77            |
| 1979 | 205,59                  | 49,37                  | 31,60            |
| 1980 | 366,70                  | 161,11                 | 78,36            |
| 1981 | 380,82                  | 14,12                  | 3,85             |
| 1982 | 291,45                  | −89,37                 | −23,47           |
| 1983 | 401,60                  | 110,15                 | 37,79            |
| 1984 | 303,56                  | −98,04                 | −24,41           |
| 1985 | 233,48                  | −70,08                 | −23,09           |
| 1986 | 252,43                  | 18,95                  | 8,12             |
| 1987 | 261,19                  | 8,76                   | 3,47             |
| 1988 | 357,38                  | 96,19                  | 36,83            |
| 1989 | 562,28                  | 204,90                 | 57,33            |
| 1990 | 505,92                  | −56,36                 | −10,02           |
| 1991 | 556,22                  | 50,30                  | 9,94             |
| 1992 | 643,96                  | 87,74                  | 15,77            |
| 1993 | 1.275,32                | 631,36                 | 98,04            |
| 1994 | 971,21                  | −304,11                | −23,85           |
| 1995 | 995,17                  | 23,96                  | 2,47             |
| 1996 | 1.237,96                | 242,79                 | 24,40            |
| 1997 | 594,44                  | −643,52                | −51,98           |
| 1998 | 586,13                  | −8,31                  | −1,40            |
| 1999 | 812,33                  | 226,20                 | 38,59            |
| 2000 | 679,64                  | −132,69                | −16,33           |
| 2001 | 696,09                  | 16,45                  | 2,42             |
| 2002 | 646,32                  | −49,77                 | −7,15            |
| 2003 | 793,94                  | 147,62                 | 22,84            |
| 2004 | 907,43                  | 113,49                 | 14,29            |
| 2005 | 899,79                  | −7,64                  | −0,84            |
| 2006 | 1.096,24                | 196,45                 | 21,83            |
| 2007 | 1.445,03                | 348,79                 | 31,82            |
| 2008 | 876,75                  | −568,28                | −39,33           |
| 2009 | 1.272,78                | 396,03                 | 45,17            |
| 2010 | 1.518,91                | 246,13                 | 19,34            |
| 2011 | 1.530,73                | 11,82                  | 0,78             |
| 2012 | 1.688,95                | 158,22                 | 10,34            |
| 2013 | 1.866,96                | 178,01                 | 10,54            |
| 2014 | 1.761,25                | −105,71                | −5,66            |
| 2015 | 1.692,51                | −68,74                 | −3,90            |
| 2016 | 1.641,73                | −50,78                 | −3,00            |
| 2017 | 1.796,81                | 155,08                 | 9,45             |
| 2018 | 1.690,58                | −106,23                | −5,91            |
| 2019 | 1.588,76                | −101,82                | −6,02            |
| 2020 | 1.627,21                | 38,45                  | 2,42             |
| 2021 | 1.567,53                | −59,68                 | −3,67            |
| 2022 | 1.495,49                | −72,04                 | −4,60            |
| 2023 | 1.454,66                | −40,83                 | −2,73            |

## Zusammensetzung
Der FTSE Bursa Malaysia KLCI setzt sich aus folgenden Unternehmen zusammen (Stand: 31. März 2011).
| Rang | Name                        | Branche           | Indexgewichtung in % |
| ---- | --------------------------- | ----------------- | -------------------- |
| 1    | Bumiputra-Commerce Holdings | Finanzen          | 10,10                |
| 2    | Sime Darby                  | Agrarrohstoffe    | 9,90                 |
| 3    | Public Bank                 | Finanzen          | 9,80                 |
| 4    | Maybank                     | Finanzen          | 9,40                 |
| 5    | Tenaga Nasional             | Versorger         | 8,00                 |
| 6    | IOI Group                   | Agrarrohstoffe    | 6,80                 |
| 7    | Genting Group               | Glücksspiel       | 5,30                 |
| 8    | Axiata                      | Telekommunikation | 4,80                 |
| 9    | MISC Bernhard               | Transport         | 4,00                 |
| 10   | Resort World                | Glücksspiel       | 2,70                 |
| 11   | Telekom Malaysia            | Telekommunikation | 2,30                 |
| 12   | AMMB Holdings               | Finanzen          | 2,20                 |
| 13   | Digi.com                    | Telekommunikation | 2,20                 |
| 14   | PPB Group                   | Agrarrohstoffe    | 2,20                 |
| 15   | PLUS Expressway             | Transport         | 2,10                 |
| 16   | British American Tobacco    | Konsumgüter       | 2,00                 |
| 17   | Kuala Lumpur Kepong         | Agrarrohstoffe    | 2,00                 |
| 18   | YTL Corporation             | Versorger         | 1,90                 |
| 19   | Petronas Gas                | Versorger         | 1,80                 |
| 20   | Berjaya Sports Toto         | Glücksspiel       | 1,60                 |
| 21   | YTL Power                   | Versorger         | 1,60                 |
| 22   | UMW Holdings                | Konsumgüter       | 1,40                 |
| 23   | Hong Leong                  | Finanzen          | 1,10                 |
| 24   | Astro All Asia Network      | Konsumgüter       | 0,80                 |
| 25   | MMC Corporation             | Versorger         | 0,80                 |
| 26   | Parkson                     | Konsumgüter       | 0,80                 |
| 27   | Petronas Dagangan           | Versorger         | 0,80                 |
| 28   | Tanjong                     | Versorger         | 0,80                 |
| 29   | RHB Capital                 | Finanzen          | 0,60                 |
| 30   | Malaysia Airlines           | Transport         | 0,50                 |